# اریاب (یمن)
 اِریاب دهستان بزرگی از توابع استان لَحِج در کشور یمن و در شبه جزیره عربستان واقع می‌باشد. دهستان بزرگی است در عزلهٔ (واسعة) در بلاد یریم که شامل ۴۲ روستا می‌باشد.

## جمعیت
دارای ۱۵۰ خانوار و ۱۷۷۹۷ نفر جمعیت می‌باشد. قصر تاریخی (اِریاب) در این روستا واقع بوده‌است. دروصف این قصر زیبا شاعر جاهلی میمون بن قیس (الأعشی) می‌گوبد: 
| ببعد ان أو ریمان أو رأس سلبةً |  | شفاءُ لمن یشکو السمائم باردُ |
| وبالقصر فی «أِریاب» لوبت لیلةً |  | لحاءک مثلوج، من الماء جامِدُ |

جایی بسیار زیبا ودیدنی.

## منبع
- المقحفی، ابراهیم، احمد ، (مُعجَم المُدُن وَالقَبائِل الیَمَنِیَة) ، منشورات دار الحکمة، صنعاء، چاپ پنجم، وانتشار سال ۱۹۸۵ میلادی به (عربی).